# اروه داگورنه
اروه داگورنه (فرانسوی: Hervé Dagorné‎؛ زادهٔ ۳۰ ژانویهٔ ۱۹۶۷) دوچرخه‌سوار اهل فرانسه است.